# 1468
سنة 1468 كانت سنة كبيسة تبدأ يوم الجمعة (الرابط يظهر نموذج التقويم الكامل للسنة) من التقويم اليولياني.

## مواليد
- بولس الثالث
- بيدرو ألونسو نينيو مستكشف إسباني
- فرانشيسكو دوناتو
- محمود كعت مؤرخ مالي
- يوهان ناخب ساكسونيا ناخب ساكسونيا
- يوهانس فيرنر رياضياتي ألماني

## وفيات
- خوانا إنريكس
- يوهان غوتنبرغ